# Khamul gothmogi
Khamul gothmogi – gatunek błonkówki z rodziny zagładkowatych i podrodziny Eurytominae. Zamieszkuje Amerykę Południową.

## Taksonomia
Gatunek ten opisany został po raz pierwszy w 2008 roku przez Michaela Williama Gatesa na łamach „Zootaxa”. Jako lokalizację typową wskazano stację badawczą Tiputini w ekwadorskiej prowincji Orellana. Epitet gatunkowy nadano na cześć Gothmoga, wodza Barlogów i dowódcy sił Angbandu z prozy J.R.R. Tolkiena.

## Morfologia
Błonkówka o ciele długości około 3 mm. Czarna głowa ma nieoddzielony żeberkiem od okolicy ponadnadustkowej nadustek, żeberko preorbitalne o równej szerokości pod okiem i wykształcone w formie tępego płata na ciemieniu oraz niewykształcony dołek podoczny nerkowaty. Czułki mają brązowe biczyk i podstawę nóżki oraz czarny trzonek. Żuwaczki cechują się zakrzywionym ząbkiem wierzchołkowym o kształcie trójkąta równobocznego. Tułów włącznie z tegulami jest czarny. Przedplecze jest dwukrotnie szersze niż długie, a płat środkowy tarczy śródplecza tak szeroki jak długi. Wymiary guzka na środku sklepionej w profilu tarczki odpowiadają trzem przyległym punktom pępkowatym. Inwaginacja w tyle dorsellum jest całobrzega. Odnóża mają czarne biodra, brązowe z złotymi szczytami uda, bladozłote golenie i stopy oraz brązowe przedstopia. Pozatułów cechuje się kanałem środkowym wyraźnie wygraniczonym, zwłaszcza na przedzie. Metasoma jest czarna, o trzykrotnie szerszym niż dłuższym styliku.

## Ekologia i występowanie
Owad neotropikalny, znany z Ekwadoru i Peru. Zamieszkuje korony drzew.